# Верхей, Эмми
Эмми Верхей (нидерл. Emmy Verhey; род. 13 марта 1949, Амстердам) — нидерландская скрипачка.
С восьмилетнего возраста занималась под руководством Оскара Бака, а в 1967 г. выиграла нидерландский национальный конкурс скрипачей его имени. Другими учителями Верхей были Герман Кребберс, Бела Декань и Вольфганг Шнайдерхан; на протяжении года она стажировалась в Московской консерватории у Давида Ойстраха. В 1971 г. Верхей стала победительницей первого Международного музыкального конкурса Тромп. В 1983—2002 гг. преподавала в Утрехтской консерватории. С 2006 г. проводит музыкальные фестивали Эмми Верхей в городе Залтбоммел.
Эмми Верхей предпочитает стандартный репертуар в диапазоне от Иоганна Себастьяна Баха до Чайковского. Среди музыкантов, с которыми она выступала и записывалась в ансамбле, были, в частности, Янош Штаркер и Юрий Егоров.